# Sielsowiet Chodorowce
Sielsowiet Chodorowce (biał. Ходараўскі сельсавет, Chodarauski sielsawiet; ros. Ходоровский сельсовет) – sielsowiet na Białorusi, w obwodzie grodzieńskim, w rejonie lidzkim, z siedzibą w Chodorowcach.

## Demografia
Według spisu z 2009 sielsowiety Chodorowce i Hołdów zamieszkiwało 1751 osób, w tym 1379 Białorusinów (78,75%), 317 Polaków (18,10%), 27 Rosjan (1,54%), 12 Romów (0,69%), 7 Ukraińców (0,40%), 5 Azerów (0,29%) i 4 osoby innych narodowości.

## Geografia i transport
Sielsowiet położony jest na Poniemniu, w zachodniej części rejonu lidzkiego. Największą rzeką jest Lebioda.
Przez sielsowiet przebiega droga republikańska R141, a jego skrajem linia kolejowa Lida – Mosty.

## Historia
18 października 2013 do sielsowietu Chodorowce został przyłączony w całości likwidowany sielsowiet Hołdów, składający się z 10 miejscowości.

## Miejscowości
- agromiasteczka:
  - Chodorowce
  - Hołdów
- wsie:

| - - Bobry - Bojarki - Bojary Dzikuskie - Chłusy-Subacze - Chodziuki - Ćwirbuty - Dziaduki - Dzikuszki | - - Ignatkowce - Karpiejki - Koniuszany - Leśniki - Makary - Małysze - Ogrodniki - Olhowce | - - Papierowce - Siemaszki - Sierki - Widugorowszczyzna - Wielkie Sioło - Zabrojowce - Zinowicze |

- dawne wsie:
  - Stankiewicze